# Оділо Глобочник

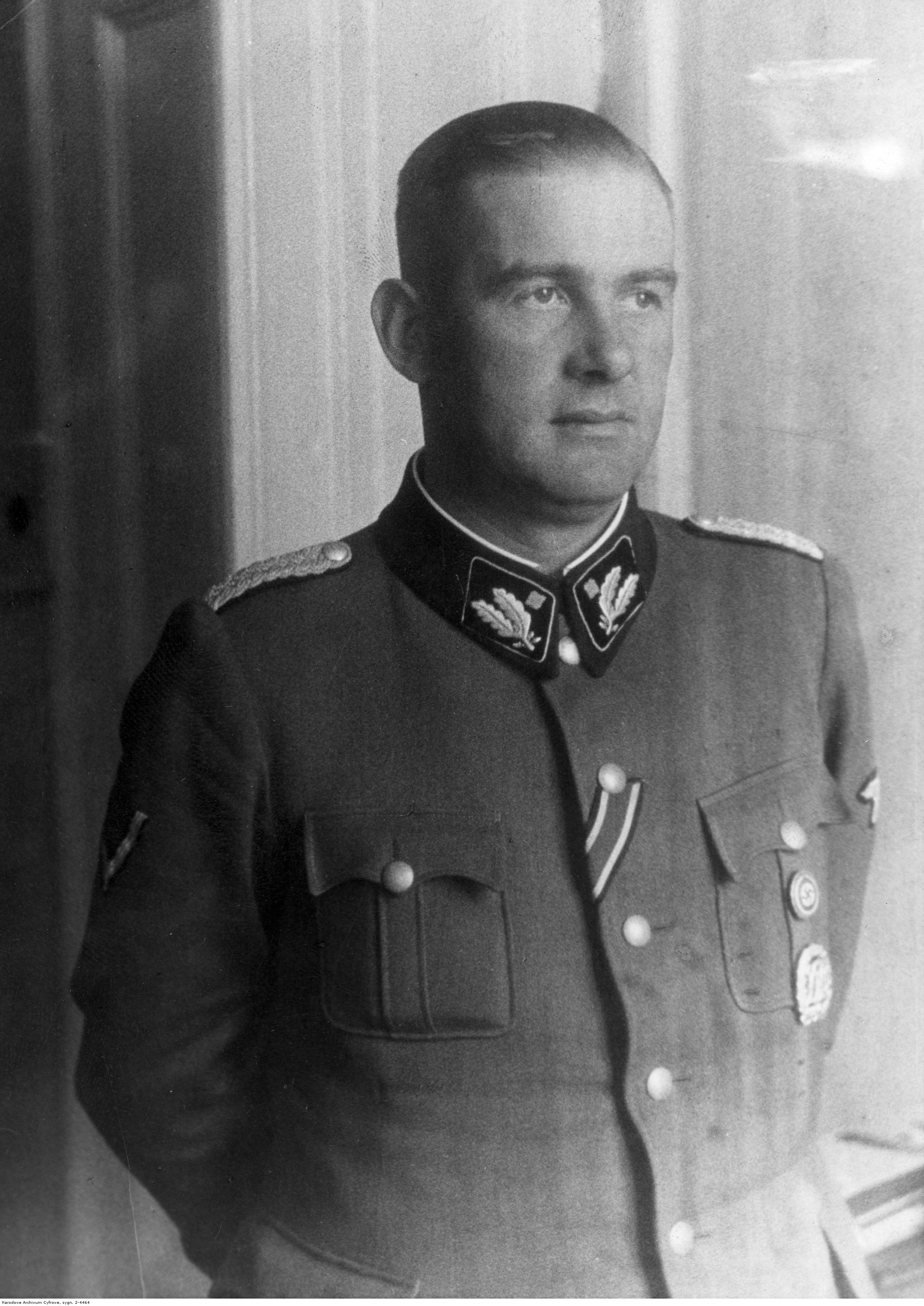
Оділо Ґлобочнік, вищий керівник СС і поліції Любліна

Оділо Лотар Людвіг «Ґлобус» Ґлобочнік (нім. Odilo Lothar Ludwig «Globus» Globocnik; 21 квітня 1904, Трієст, Австро-Угорщина — 31 травня 1945, Патерніон, Каринтія, Австрія) — державний і політичний діяч нацистської Німеччини австрійського походження, группенфюрер СС і генерал-лейтенант поліції (1942). Гауляйтер Відня (1938—1939). Уповноважений рейхсфюрера СС зі створення структури СС і концтаборів на території Генерал-губернаторства (окупованої Польщі) (17 липня 1941 року — 31 січня 1942 року) гауптберайхтсляйтер (9 листопада 1941 року).

## Біографія
Народився в сім'ї офіцера австрійської кавалерії у відставці Франца Ґлобочніка (Franc Globočnik), який працював поштовим чиновником; прізвище словенського походження. Діда звали Франц Йоганн Ґлобочніґ (Franz Johann Globotschnig). Освіту здобув в кадетському корпусі (1918). У 1923 році з відзнакою закінчив Вище ремісниче училище Клагенфурта, дипломований інженер. Працював в будівельних фірмах.
У 1919—1920 роках — член Каринтійської служби Батьківщини. У 1922 році приєднався до націонал-соціалістичного руху в Австрії.
1 січня 1931 року вступив у НСДАП (квиток № 442 939) 1 вересня 1934 — в СС (квиток № 292 776). У 1933 році — заступник гауляйтера Каринтії. У 1933—1934 роках неодноразово заарештовувався і утримувався у в'язниці за політичну діяльність. У 1933 році втік до Німеччини через звинувачення у вбивстві віденського ювеліра. У 1936 році увійшов до складу вищого керівництва НСДАП в Австрії, здійснював зв'язок між австрійськими нацистами і Центральним управлінням в Мюнхені.
З 10 березня 1938 року — організаціонсляйтер з питань об'єднання, з 13 березня — начальник штабу управління ландесляйтера Г. Клаусена. 15 березня 1938 року перед аншлюсом Австрії, призначений статс-секретарем в уряді Зейсс-Інкварта.
22 травня 1938 року призначений гауляйтером Відня і незабаром став депутатом рейхстагу.
Діяльність Ґлобочніка у Відні з переслідування опозиції викликала таке обурення, що вже 30 січня 1939 він був звинувачений у валютних махінаціях, знятий з поста гауляйтера і переведений у війська СС. З 9 листопада 1939 року — начальник СС і поліції округу Люблін. Одночасно з 17 липня 1941 року по 31 січня 1942 року був особистим представником рейхсфюрера СС зі створення структури управління СС і концтаборів (в тому числі таборів смерті) на території Генерал-губернаторства. Безпосередньо керував створенням таборів смерті Белжець, Майданек і Собібор — в околицях Любліна, а також Треблінки. Брав участь у знищенні Варшавського і Білостоцького гетто (1943). 14 липня 1943 підвищений рейхсфюрером СС Гіммлером до рангу статс-секретаря.
16 серпня 1943 року залишив пост у Любліні. 13 вересня 1943 року призначений вищим керівником СС і поліції оперативної зони Адріатичного узбережжя (нім. HSSPF Adriatisches Kustenland). Його головним завданням стала боротьба з партизанами, але він знову зіграв роль лідера в переслідуванні євреїв, цього разу — італійських.
В кінці війни з наближенням союзних військ втік до Каринтії (Австрія), в компанії найближчих колег піднявся в гори, сховавшись в альпійському будиночку біля Вайсензеє, де 31 травня 1945 року Глобочник разом зі своїм ад'ютантом Ернстом Лерховим заарештований англійцями. Покінчив життя самогубством (розкусив заховану в роті ампулу з ціанідом) в альпійській лікарні під час арешту британськими військами.

## Звання
- Унтерштурмфюрер СС (9 листопада 1937)
- Штандартенфюрер СС (23 травня 1938)
- Оберфюрер СС (28 вересня 1938)
- Роттенфюрер резерву частин посилення СС (3 червня 1939)
- Унтерштурмфюрер резерву частин посилення СС (1 листопада 1939)
- Бригадефюрер СС (18 листопада 1939)
- Генерал-майор поліції (26 вересня 1941)
- Группенфюрер СС і генерал-лейтенант поліції (9 листопада 1942)

## Нагороди
- Хрест «За відвагу» (Каринтія)
- Спортивний знак СА в бронзі
- Німецька імперська відзнака за фізичну підготовку в сріблі
- Медаль «У пам'ять 13 березня 1938 року»
- Медаль «У пам'ять 1 жовтня 1938»
- Почесний знак «За турботу про німецький народ» 2-го ступеня
- Хрест Воєнних заслуг 2-го і 1-го (21 квітня 1942) класу з мечами
- Залізний хрест
  - 2-го класу (вересень 1943)
  - 1-го класу (6 червня 1944)
- Орден Заслуг (Угорщина) 2-го і 1-го класу
- Нагрудний знак «За боротьбу з партизанами» в сріблі (17 серпня 1944)[4]
- Орден Корони короля Звоніміра 1-го класу з мечами (Хорватія) (14 листопада 1944)[4]
- Німецький хрест в сріблі (20 січня 1945)
- Німецький хрест в золоті (7 лютого 1945)

### Партійні відзнаки
- Медаль «За вислугу років у НСДАП» в сріблі та бронзі (15 років)
- Золотий партійний знак НСДАП (30 січня 1939)
- Золотий почесний знак Гітлер'югенду з дубовим листям (15 травня 1944)

### Відзнаки СС
- Почесний кут старих бійців
- Йольський свічник
- Кільце «Мертва голова» (23 серпня 1939)
- Почесна шпага рейхсфюрера СС
- Медаль «За вислугу років у СС»

## Особистість
В особовій справі Глобочника була така характеристика: «Нерозсудливість і відчайдушність часто приводять його до порушення встановлених меж навіть в рамках есесівського ордена».

## У культурі
Ґлобочнік (Глобус) — головний негативний персонаж роману Роберта Гарріса «Фатерлянд» на тему альтернативної історії. Він носить звання обергруппенфюрера СС і особисто проводить операцію по зачистці учасників наради щодо остаточного вирішення єврейського питання.
Як незначний персонажі він з'являється в романі Гаррі Тертлдава «In the Presence of Mine Enemies». Він виступає під своїм ім'ям і у віці 50 років. Однак дія роману відбувається в 2010 році й історичний Глобочник, що народився в 1904, ніяк не може бути цим персонажем.
Глобочник з'являється в романі Джонатана Літтелла «Благочинні».

## Галерея

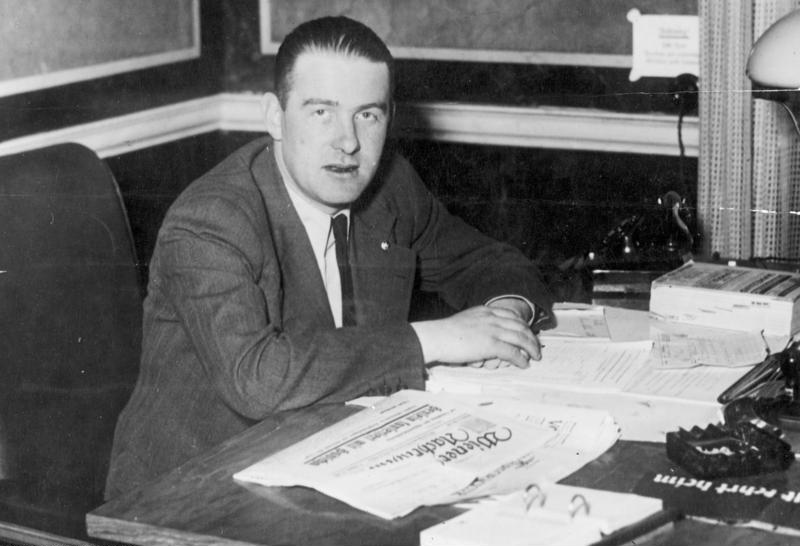
Гауляйтер Відня Ґлобочнік в своєму кабінеті (1938)
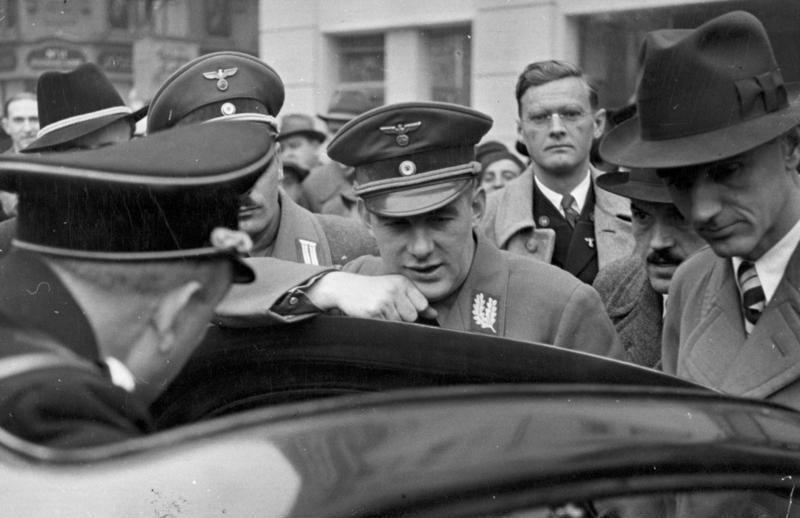
Ґлобочнік оглядає автомобіль KdF, виготовлений у відні, перед будівлею управління гау (листопад 1938)
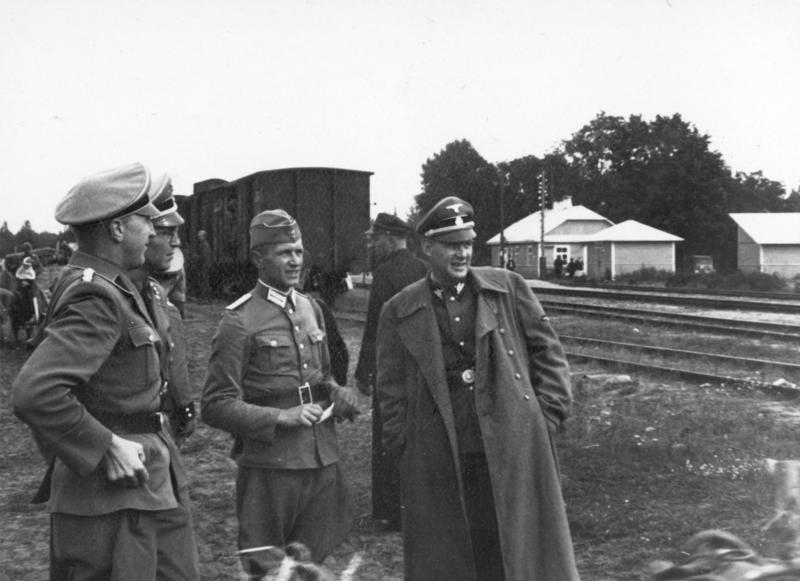
Ґлобочнік (крайній праворуч, в шинелі) спостерігє за переселенням волинських німців (1940)